# 韋利克 (卡扎京區)
49°47′45″N 28°56′0″E / 49.79583°N 28.93333°E
韋利克（烏克蘭語：Велике），是烏克蘭的村落，位於該國西南部文尼察州，由赫米利尼克區負責管轄，面積1.38平方公里，海拔高度256米，2001年人口303，人口密度每平方公里219.57人。